# Anacroneuria co-3
Anacroneuria co-3 är en bäcksländeart som beskrevs av Stark, Zúñiga, Rojas och Martha Lucia Baena 1999. Anacroneuria co-3 ingår i släktet Anacroneuria och familjen jättebäcksländor. Inga underarter finns listade i Catalogue of Life.